# Gochujang
Gochujang (lit. „Chilipaste, scharfe Paprikapaste“) ist eine scharfe, fermentierte koreanische Gewürzpaste aus Klebreismehl (koreanisch Chabssalgaru), Sojabohnenmehl (Mejugaru), Chili (Gochu) und Meersalz (Cheon-il-yeom) sowie Gerstenmalzpulver (Yeotgireumgaru) und Reissirup (Jocheong). Traditionell wird die Paste in Tontöpfen (Onggi) eingelegt.
Gochujang wird beispielsweise zur Marinade von Fleisch wie Bulgogi oder gemischt mit Doenjang als Dip für Gemüse verwendet. Sie ist eine Zutat von Bibimbap und wird bei der scharfen Version von Tteokbokki verwendet. Auch bei Suppen und Eintöpfen wird Gochujang in der koreanischen Küche benutzt.

Gochujang in Asien
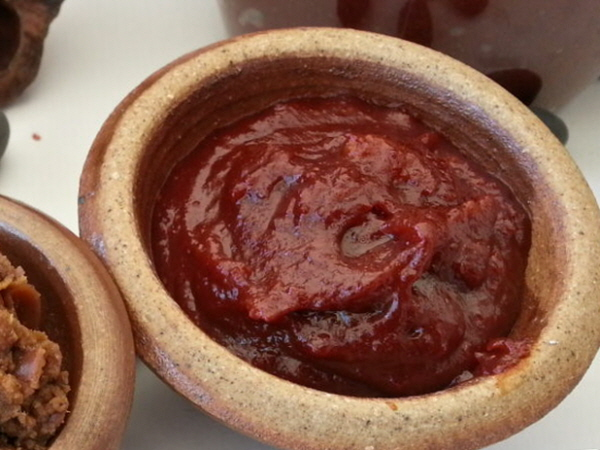
Gochujang als kalte Sauce – Dip, 2014
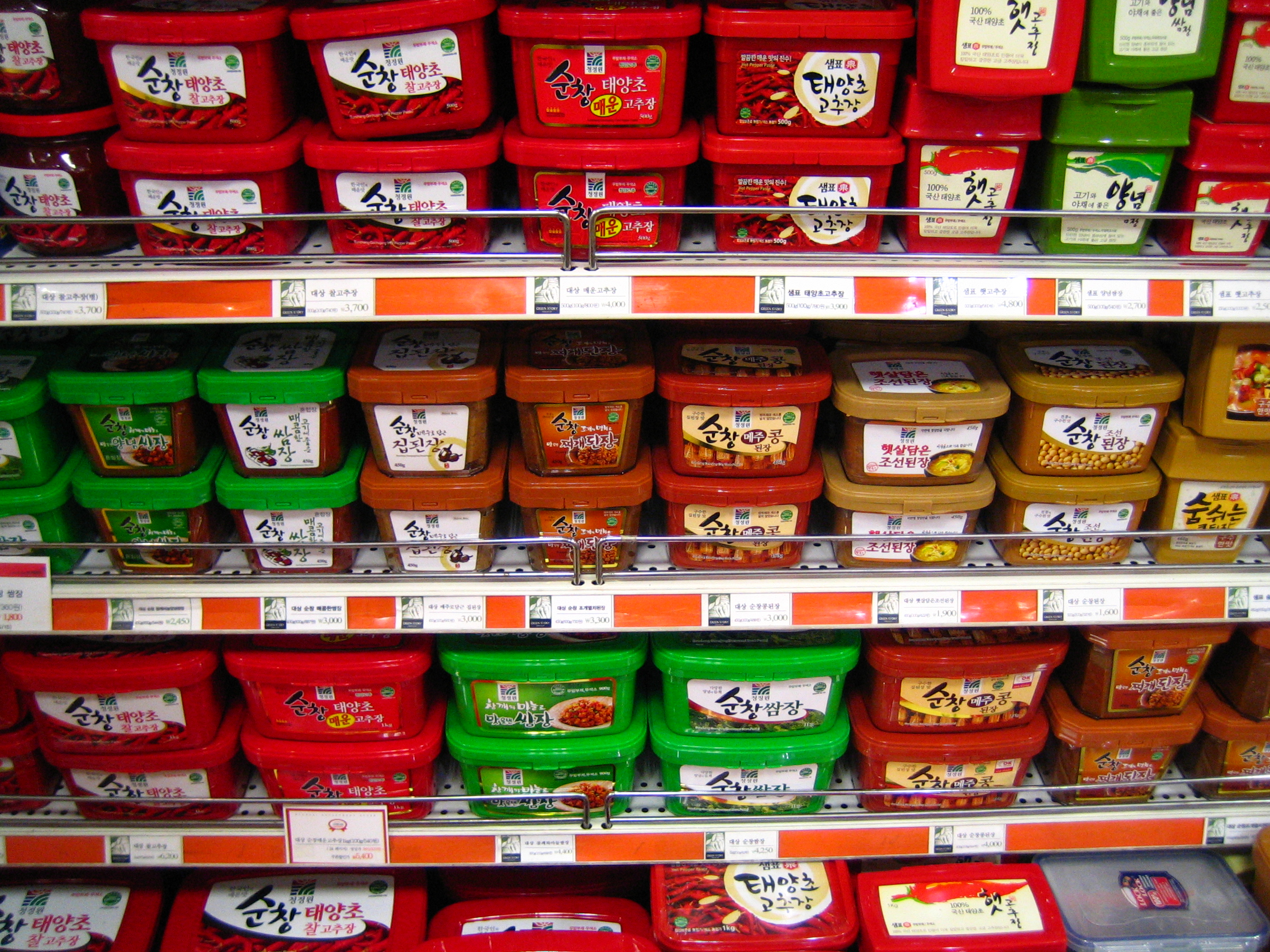
Verschieden scharfe industriell hergestellte Gochujang – Supermarkt, Seoul 2005
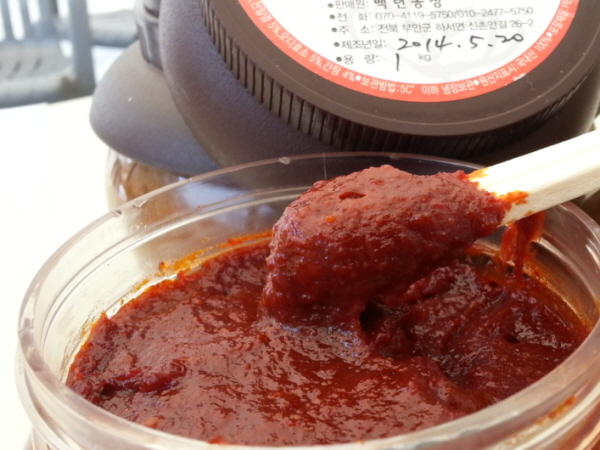
Scharfe Gewürzpaste – Gochujang, 2014
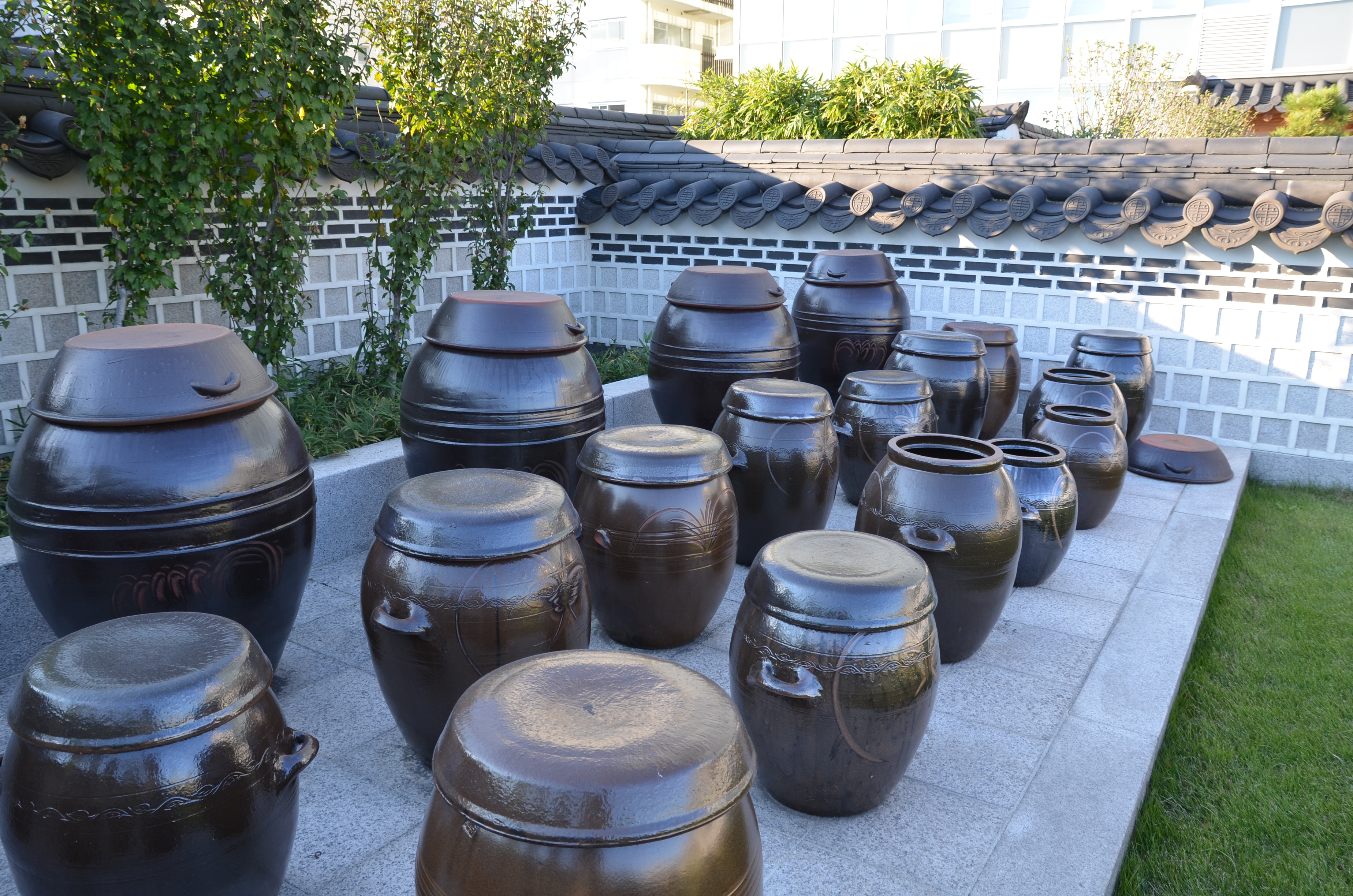
Traditionelle Tonkrüge – Onggi – zum Einlegen, Fermentation, 2012